# 盛京銀行
盛京銀行（せいきょうぎんこう、中国語：盛京银行、英語：Shengjing Bank）は中国遼寧省瀋陽市に本拠がある銀行。

## 概要
盛京銀行は本社が中国遼寧省瀋陽にあり、1996年に瀋陽市商業銀行として発足し、おもに瀋陽市内に支店を展開していて、2007年に盛京銀行と名称を変えた。1支社（天津分行）をもっている。
瀋陽の昔からの別名が盛京なので、そう名付けられている。
スローガンは、「市民银行，服务市民生活」。